# Ceamurlia de Jos, Tulcea
Ceamurlia de Jos este satul de reședință al comunei cu același nume din județul Tulcea, Dobrogea, România. Se află în partea de sud-est a județului.
Ceamurlia de Jos este localitatea în care s-a depistat pentru prima oară în România prezența virusului H5N1. Focarul de gripă aviară a fost declarat în 7 octombrie 2005 și stins la data de 11 noiembrie 2005. În cadrul măsurilor de combatere a bolii au fost euthanasiate un număr de 18.633 de păsări.

## Personalități
- Vasile Vîlcu (1910 - 1999), demnitar comunist